# Kontraste
Kontraste ist ein politisches Fernsehmagazin der ARD. Es wird vom RBB (vormals SFB) produziert und alle drei Wochen im Wechsel mit Monitor und Panorama donnerstags um 21:45 Uhr vom Ersten ausgestrahlt.

## Geschichte
Die Erstausstrahlung fand am 18. Januar 1968 mit dem Untertitel Ein Ost-West-Magazin statt. Initiator und Ideengeber war der damalige SFB-Chefredakteur Peter Pechel, der die in jener Zeit außergewöhnliche Sendung gemeinsam mit seinem Stellvertreter Peter Schultze über Jahre prägte. 
Die erste Sendung konnte sich auf besondere Weise mit dem Amtsantritt von Alexander Dubček und dem gerade begonnenen Prager Frühling befassen. Der Themenschwerpunkt lag in den Anfangsjahren in der Hintergrundberichterstattung aus den Ländern des Ostblocks. Die Redaktion durfte 1975 als erstes deutsches Magazin in der Volksrepublik China drehen. Für die schwierige Mitarbeit und die Filmzulieferungen mussten auch Nicht-Journalisten engagiert werden. 
Mitte der 1980er Jahre verlagerte sich der Schwerpunkt auf die deutsch-deutschen Beziehungen. Der damalige Kontraste-Mitarbeiter Roland Jahn ließ Amateur-Videokameras in die DDR schmuggeln, mit denen dort heimlich Aufnahmen entstanden, so zum Beispiel über die Zustände auf Mülldeponien und im Herbst 1989 über die Montagsdemonstrationen. Die Kassetten mit den Aufnahmen wurden dann zurück nach West-Berlin geschmuggelt, um in den Magazinbeiträgen verarbeitet zu werden. 
Nach der Wende geriet die Aufarbeitung der DDR-Geschichte und die Entwicklung in den neuen Bundesländern stärker in den Fokus.
Die Redaktion des Magazins ist zudem für den ARD-Brennpunkt aus dem Sendegebiet Berlin und Brandenburg zuständig. Redaktionsleiter ist seit Mai 2021 Georg Heil, der bereits seit 2018 als Chef vom Dienst (CvD) für das Magazin tätig ist.
Zusammen mit den öffentlich-rechtlichen Investigativ-Redaktionen Report Mainz, Fakt, Report München und Panorama, allerdings ohne Monitor, startete Kontraste Ende Mai 2024 einen Instagram-Account namens ARD Team Recherche.

## Auszeichnungen
- 1981: Jakob-Kaiser-Preis
- 1981: Fernsehpreis des Bundesministers für innerdeutsche Beziehungen,
- 1990: Jakob-Kaiser-Preis
- 1991: Grüner Zweig des Bundes für Umwelt und Naturschutz Deutschland
- 2004: Civis – Europas Medienpreis für Integration
- 2018: Der lange Atem des Journalistenverband Berlin-Brandenburg (JVBB) für Adrian Bartocha, Olaf Sundermeyer und Jan Wiese aufgrund ihrer Recherchen über „Kriminelle Clans in Berlin“.[3]
- 2023: Grimme-Preis für die „Besondere Journalistische Leistung“

## Moderatoren
- 1968–1981: Peter Pechel[4] im Wechsel mit Peter Schultze[4]
- 1982–1987: Joachim Braun[4]
- 1984–1998: Jürgen Engert[4] (1984–1987 im Wechsel mit Joachim Braun)
- 1999–2006: Petra Lidschreiber[4]
- 2006–2009: Silke Böschen[4]
- 2009–2018: Astrid Frohloff[5]
- 2019–2024: Eva-Maria Lemke[6]
- seit 2025: Lena Ganschow[7] (Vertretung seit 2024: Justus Kliss)